# Chiang Wei-kuo
Chiang Wei-kuo o Wego Chiang (Tokyo, 6 ottobre 1916 – Taipei, 22 settembre 1997) è stato un generale e politico cinese, figlio adottivo del presidente Chiang Kai-shek, quindi fratello adottivo di Chiang Ching-kuo e addestrato nella Wehrmacht tedesca.

## Biografia

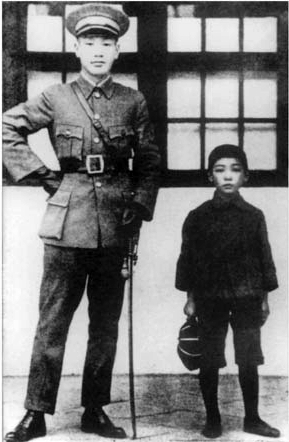
Chiang Wei-kuo all'età di 8 anni, con il padre Chiang Kai-shek.

Chiang nacque a Tokyo nel 1916, quando Chiang Kai-shek e il Kuomintang furono mandati in esilio in Giappone dal governo Beiyang. Chiang Wei-kuo era il figlio biologico di Dai Jitao e una donna giapponese, Shigematsu Kaneko (重松金子). Chiang in seguito screditò tali affermazioni e continuò a insistere che era il figlio di Chiang Kai-shek fino ai suoi ultimi anni (1988) quando ammise di essere stato adottato.
Secondo voci attendibili, Dai credeva che la conoscenza della sua relazione con una giapponese avrebbe distrutto il suo matrimonio e la sua carriera, così affidò Wei-kuo a Chiang Kai-shek, dopo che Yamada Juntarō (山田純太郎) portò il bambino a Shanghai. Yao Yecheng, all'epoca una concubina di Chiang Kai-shek, allevò Wei-kuo come sua madre adottiva. Il ragazzo chiamava Dai il suo "Caro zio" (親伯).
Wei-kuo si trasferì nella casa ancestrale di Chiang nella città di Xikou a Fenghua nel 1920. In seguito studiò economia all'Università Soochow.

### Nella Wehrmacht
Con suo fratello Chiang Ching-kuo, fu detenuto come finto ostaggio politico in Unione Sovietica da parte di Iosif Stalin e studiò a Mosca ma poi Chiang Kai-shek lo mandò in Germania a studiare educazione militare alla Kriegsschule di Monaco di Baviera. Qui avrebbe imparato le più aggiornate dottrine tattiche militari tedesche, l'organizzazione e l'uso delle armi su un campo di battaglia moderno. Dopo aver completato l'addestramento, Wei-kuo completò un addestramento specializzato in guerra alpina, guadagnandosi l'insignia Edelweiss dei Gebirgsjäger (le truppe da montagna della Wehrmacht). Non si trattò di un allenamento facile. Wei-kuo fu promosso a Fahnenjunker, o sergente allievo ufficiale, ed era evidentemente un bravo tiratore poiché le sue foto lo raffigurano con il cordino Schützenschnur.

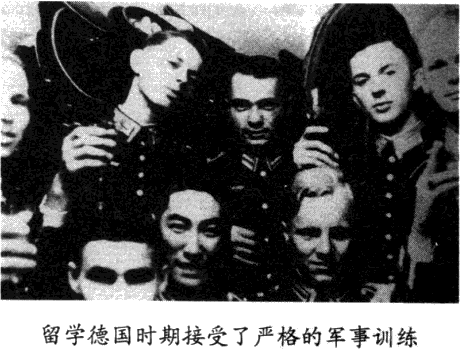
Chiang Wei-kuo (in basso al centro) alla Kriegsschule della Wehrmacht

Wei-kuo comandò un'unità di panzer durante l'Anschluss austriaco del 1938 come Fähnrich, o maresciallo allievo ufficiale, guidando un carro armato. Successivamente fu promosso tenente di un'unità di panzer in attesa di essere inviato in Polonia. Prima che gli fosse dato l'ordine di mobilitazione, fu richiamato in Cina.

### Servizio durante la seconda guerra sino-giapponese
Dopo essere stato richiamato dalla Germania, Wei-kuo visitò gli Stati Uniti d'America come ospite distinto dello United States Army. Tenne conferenze dettagliate sulle organizzazioni e le tattiche dell'esercito tedesco. In Cina, nel nord-ovest, Wei-kuo conobbe i generali locali e organizzò un battaglione meccanizzato per prendere parte nell'Esercito Rivoluzionario Nazionale. Inoltre, trascorse del tempo in India a studiare i carri armati. Lì, Wei-kuo divenne maggiore a 28 anni, tenente colonnello a 29, colonnello a 32, mentre era a capo di un battaglione di carri armati, e più tardi a Taiwan, maggior generale. Chiang Wei-kuo era di stanza in una guarnigione a Xi'an nel 1941.

### Servizio durante la guerra civile cinese
Durante la guerra civile cinese, Wei-kuo impiegò le tattiche che aveva appreso mentre studiava nella Wehrmacht tedesca. Fu responsabile di un battaglione di carri M4 Sherman durante la Campagna Huaihai contro le truppe di Mao Zedong e conseguì alcune vittorie iniziali. Anche se non fu sufficiente a vincere la campagna, fu in grado di ritirarsi senza problemi. Come molte truppe e rifugiati del Kuomintang si ritirò da Shanghai a Taiwan, portando con sé il suo reggimento di carri armati. A Taiwan divenne comandante di un reggimento del corpo corazzato di stanza fuori da Taipei.

### Taiwan

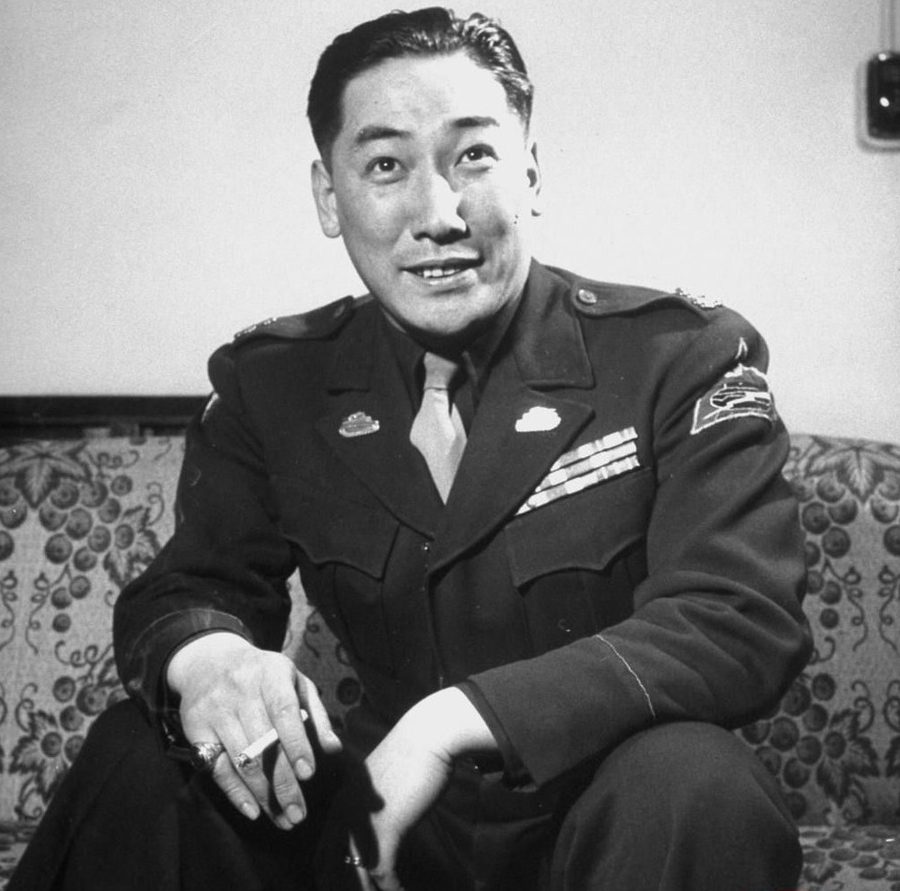
Chiang Wei-kuo a Taiwan, 1950.

Wei-kuo continuò ad avere posizioni di primo piano nelle Forze armate della Repubblica di Cina. Nel 1964 in seguito all'incidente di Hukou e al tentativo di colpo di Stato del suo subordinato Chao Chih-hwa, Chiang fu punito e non ricoprì più alcuna vera autorità militare.
Dal 1964 in poi, Wei-kuo fece i preparativi per istituire una scuola dedicata all'insegnamento della strategia bellica; tale scuola fu istituita nel 1969. Fu anche Gran Maestro della Gran Loggia della Cina dal 1968 al 1969. Nel 1975 Wei-kuo fu ulteriormente promosso alla carica di generale, e prestò servizio come presidente dell'Università delle Forze armate. Nel 1980 fu nominato comandante in capo della logistica congiunta; poi nel 1986 si ritirò dall'esercito e divenne segretario generale del Consiglio di sicurezza nazionale.
Nel 1993 Chiang Wei-kuo fu assunto come consigliere del Presidente della Repubblica di Cina.
Dopo la morte di Chiang Ching-kuo, Wei-kuo diventò rivale politico del nativo taiwanese Lee Teng-hui e si oppose fortemente al movimento localista di Lee. Chiang corse per la vicepresidenza insieme al governatore di Taiwan Lin Yang-kang alle elezioni presidenziali del 1990. Lee corse come candidato del Kuomintang e sconfisse il duo Lin-Chiang.
Chiang Wei-kuo morì all'età di 80 anni il 22 settembre 1997 per insufficienza renale. Aveva desiderato di essere sepolto a Suzhou nella Cina continentale, ma invece fu sepolto nel Cimitero militare del monte Wuzhi.